# Rudolf Stammler

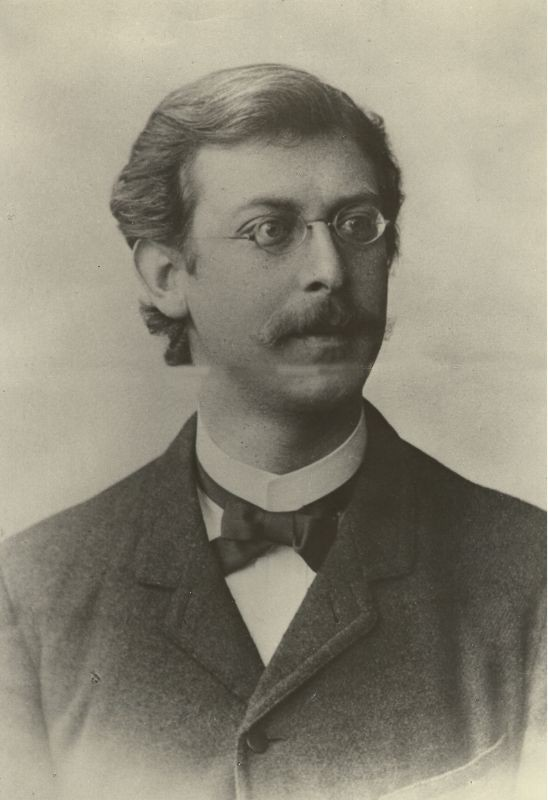
Rudolf Stammler (1880er-Jahre).

Karl Eduard Julius Theodor Rudolf Stammler (* 19. Februar 1856 in Alsfeld; † 25. April 1938 in Wernigerode) war ein deutscher Rechtsphilosoph.

## Leben
Rudolf Stammler studierte Rechtswissenschaften in Gießen und Leipzig. 1877 verfasste er seine Dissertation über die Lehre vom Notstande im Strafrecht. 1880 habilitierte er sich für Römisches Recht. Von 1882 bis 1884 war Stammler außerordentlicher Professor in Marburg und von 1884 bis 1885 ordentlicher Professor in Gießen. Von 1885 bis 1916 war er Ordinarius in Halle (Saale). Er gründete 1913 die Zeitschrift für Rechtsphilosophie. 1916 wurde Stammler auf einen Lehrstuhl an der Friedrich-Wilhelms-Universität zu Berlin berufen, den er bis 1923 innehatte. Von der Technischen Hochschule Dresden erhielt er den Ehrendoktortitel. 1933 wurde er in die American Academy of Arts and Sciences gewählt.
Stammler stand dem Marburger Neukantianismus nahe und strebte auf dieser Grundlage eine Erneuerung der Rechtsphilosophie an. Der in dem breit rezipierten Buch Wirtschaft und Recht (1896; zweite Auflage 1906) entfalteten Vorstellung zufolge bildet „die Wirtschaft“ die Materie des sozialen Lebens, während „das Recht“ dessen Form repräsentiert. Max Weber widmete Stammlers Buch, dem er „nicht viel weniger als die wissenschaftliche Existenzberechtigung überhaupt“ abstritt, eine äußerst heftige Kritik.
In seiner Hallenser Schaffenszeit war Stammler einer der wichtigsten Anstoßgeber innerhalb der Reformbewegung des universitären Rechtsunterrichtes. Stammlers Gedanken zu Fragen der juristischen Pädagogik – sie betrafen in der Hauptsache die Verbesserung des Rechtsunterrichts von innen, d. h. der Rechtsunterricht sollte auf allgemein anerkannten, pädagogisch-wissenschaftlich fundierten Prinzipien aufbauen – verbesserten die juristische Ausbildung. Stammlers Bestrebungen wurden von Paul Krückmann aufgenommen und weiter ausgebaut.
Zur Zeit des Nationalsozialismus war Stammler Mitglied im Ausschuss für Rechtsphilosophie der von Hans Frank gegründeten Akademie für Deutsches Recht.
Rudolf Stammler war der Vater des Germanisten Wolfgang Stammler und des Philosophen Gerhard Stammler.

## Schriften
- Die Behandlung des Römischen Rechts in dem juristischen Studium nach Einführung des Deutschen Reichs-Civilgesetzbuches. Akademische Antrittsrede. Mohr (Paul Siebeck), Freiburg im Breisgau 1885.
- Praktische Pandektenübung für Anfänger. Veit & Comp., Leipzig 1893.
- Wirtschaft und Recht nach der materialistischen Geschichtsauffassung. Eine sozialphilosophische Untersuchung. Veit & Comp., Leipzig 1896.
  - Wirtschaft und Recht nach der materialistischen Geschichtsauffassung. Eine sozialphilosophische Untersuchung. Zweite verbesserte Auflage. Veit & Comp., Leipzig 1906.
- Theorie der Rechtswissenschaft. Scientia, Aalen 1970. Neudruck der 2. Auflage Halle 1923.
- Lehrbuch der Rechtsphilosophie. de Gruyter, Berlin 1970. 3. verm. Auflage. Unveränderter photomechanischer Nachdruck: de Gruyter, Berlin, Leipzig 1928.
- Die Lehre von dem richtigen Rechte. Wissenschaftliche Buchgesellschaft, Darmstadt 1964. Unveränderter reprografischer Nachdruck der neubearbeiteten Auflage: Halle (Saale) 1926.